# Live Films リボン
『Live Films リボン』（ライブ フィルムス - リボン）は、ゆずのライブビデオ。2006年10月4日にセーニャ・アンド・カンパニーより発売。

## 概要
40万人を動員したゆず史上最大規模の体育館ツアー「リボン」の横浜アリーナでの追加公演の模様を収録。特典映像は、ツアー中のMCで使われた写真の本人解説映像。

## 収録曲

### Disc 1
1. ニンジン
2. 命果てるまで
3. ダスキング
4. 栄光の架橋
5. 一っ端
6. ダスティンホフマン
7. ヒーロー見参
8. チェリートレイン
9. 夕立ち
10. しんしん
11. 青
12. 嗚呼、青春の日々

### Disc 2
1. 夏色
2. 超特急
3. 女神
4. リアル
5. もうすぐ30才
6. 冷めたコーヒー
7. 陽はまた昇る